# Третинна структура білків
Третинна структура білків — третинна структура окремих поліпептидних ланцюгів білків, тобто просторова структура, яку приймає єдина білкова молекула. Третинна структура є проміжним рівнем між вторинною (локальне просторове впорядкування амінокислот) і четвертинною (структура білкового комплексу) структурами білків. Зазвичай до третинної структури відносять елементи «надвторинної структури», тобто структурні мотиви і домени білків.
третинна структура міоглобіну — А-спіраль згорнута нерегулярним чином в компактну глобулу;